# Aristolochia elegans

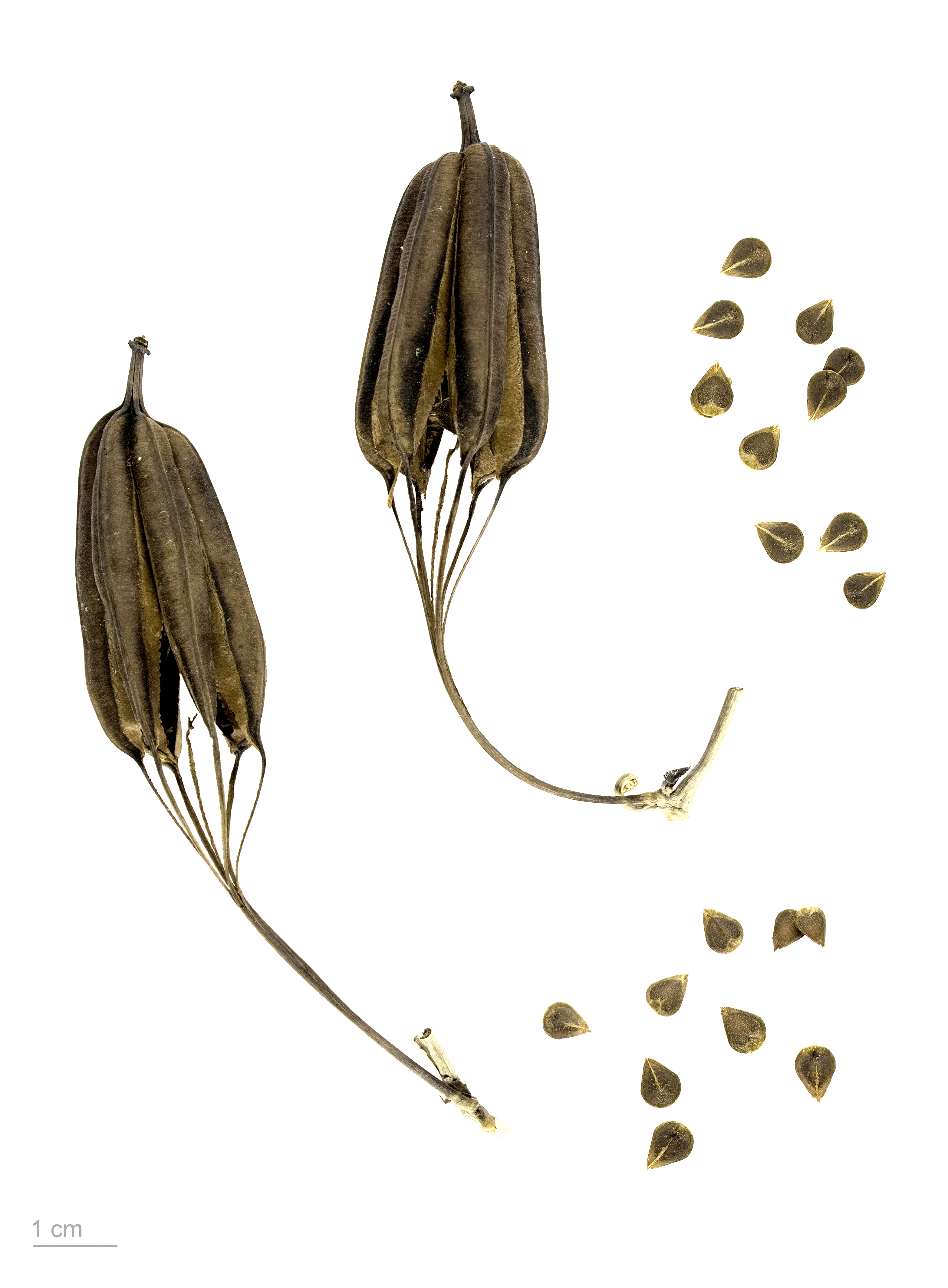
Aristolochia littoralis - MHNT

Aristolochia elegans, também conhecida como cipó-mil-homens, é uma planta ornamental brasileira da família das aristoloquiáceas. Também é conhecida pelos nomes de caçaú, jarrinha-pintada, mil-homens-de-babado e patito.